# Synagoga w Szpitalu Żydowskim we Wrocławiu (ul. Sudecka 96)
Synagoga w Szpitalu Żydowskim we Wrocławiu – synagoga znajdująca się we Wrocławiu w budynku biurowym Szpitala Żydowskiego, przy ulicy Sudeckiej 96.
Synagoga została założona w 1939 roku. Była przeznaczona głównie dla personelu oraz pacjentów szpitala, ale prawdopodobnie korzystali z niej również okoliczni mieszkańcy. Podczas II wojny światowej, około 1940 roku hitlerowcy zdewastowali synagogę. Obecnie pomieszczenie po niej jest wykorzystywane do innych celów.